# Cleome foliosa
Cleome foliosa är en paradisblomsterväxtart som beskrevs av Joseph Dalton Hooker. Cleome foliosa ingår i släktet paradisblomstersläktet, och familjen paradisblomsterväxter.

## Underarter
Arten delas in i följande underarter:
- C. f. lutea
- C. f. namibensis